# Ceratopipra
Genre
Ceratopipra est un genre d'oiseaux de la famille des Pipridae.

## Liste des espèces
Selon la classification de référence du Congrès ornithologique international (version 15.1, 2025) :
- Ceratopipra cornuta (von Spix, 1825) — Manakin à cornes rouges
- Ceratopipra mentalis (Sclater, 1857) — Manakin à cuisses jaunes
- Ceratopipra chloromeros (Tschudi, 1844) — Manakin à queue ronde (en)
- Ceratopipra erythrocephala (Linné, 1758) — Manakin à tête d'or
- Ceratopipra rubrocapilla (Temminck, 1821) — Manakin à tête rouge (en)